# Jiří Válek (1923)
Jiří Válek (28. května 1923 Praha – 6. října 2005 tamtéž) byl český hudební skladatel, hudební redaktor a pedagog.

## Život
Narodil se jako jediný syn do rodiny stavitele klavírů Aloise Válka. Během studia reálného gymnázia přestoupil na Pražskou konzervatoř, kde roku 1947 absolvoval u Jaroslava Řídkého, u kterého absolvoval HAMU v letech 1946-48. Zároveň soukromě studoval filozofii, estetiku, dějiny hudby a hudební teorii. V roce 1950 absolvoval pedagogickou fakultu a v roce 1952 získal doktorát z filozofie na Karlově univerzitě. Zároveň byl v letech 1949–52 tajemníkem Svazu československých skladatelů. Od roku 1959 pracoval jako odpovědný redaktor v nakladatelství Panton, později byl uměleckým ředitelem nakladatelství Supraphon. Od roku 1966 byl profesorem Pražské konzervatoře a od roku 1979 docentem skladby na HAMU.
Jiří Válek podlehl rakovině v Praze dne 6. října 2005. 
Byl dvakrát ženatý. S první ženou měl dceru. Druhou manželkou mu byla Doc. Libuše Válková (1935 – 2022), hlasová pedagožka. 

## Dílo
Kromě 20 symfonií je Jiří Válek autorem i řady nástrojových koncertů, dalších orchestrálních skladeb a množství komorní hudby a 4 oper.

### Symfonie
- č. 1 Rok 1948 – pro trubku, klavír a orchestr (1948)
- č. 2 Klasická – pro komorní orchestr (1957) památce Jaroslava Řídkého
- č. 3 Romantická – věnovaná památce Stanislava Kostky Neumanna pro soprán, tenorsaxofon a velký orchestr (1957-63)
- č. 4 Dialogy s vnitřním hlasem – pro mezzosoprán, baryton, dechový orchestr, klavír a bicí nástroje na text Williama Shakespeara (1964-5)
- č. 5 Guernica – inspirovaná díly Pabla Picassa pro velký orchestr (1968)
- č. 6 Ekpyrosis – pro flétnu, klavír, bicí soubor a komorní orchestr (1969)
- č. 7. Pompejské fresky – pro komorní orchestr, klavír a bicí soubor (1970)
- č. 8. Hic sunt homines – pro soprán a velký symfonický orchestr, na téma a text „Der Amoklaufer“ od Stefana Zweiga (1971)
- č. 9 Renesanční – symfonický trojkoncert pro housle, violu, violoncello a smyčcový orchestr (1971)
- č. 10 Barokní – symfonie pro housle, klavír a velký orchestr (1973)
- č. 11. Revoluční – symfonie pro housle, violu, klavír, dřevěný dechový kvintet a velký symfonický orchestr (1974)
- č. 12 Shakespearovská – symfonický koncert pro housle, violu a velký symfonický orchestr; alternativní verze pro housle, violu, smyčcový orchestr, klavír a bicí nástroje (1975)
- č. 13.Gotická – symfonie pro smíšený sbor a velký symfonický orchestr věnovaná 600. výročí úmrtí českého krále Karla IV. (1978)
- č. 14 Triumfální pro dva klavíry a velký orchestr k oslavám 65. výročí založení České republiky a 40. výročí konce druhé světové války (1983)
- č. 15. symfonie-oratorium Sarkastická na text českého patriota Karla Havlíčka Borovského, pro baryton, bas, ženský sbor a celý orchestr (1986)
- č. 16 Neter – symfonie pro basbaryton a velký orchestr, inspirovaná staroegyptskou kulturou (1987)
- č. 17 Hradčanská – symfonie-opera, libreto A. France, pro 9 sólistů, dva smíšené sbory a orchestr (1992)
- č. 18 Alternativní – symfonie, text K. H. Borovského a F. Soukupa pro baryton, ženský sbor a komorní orchestr (1999)
- č. 19 Zahrada snů – pro mezzosoprán, baryton a orchestr (2003)
- č. 20 – pro orchestr (2004)

### Nástrojové koncerty
- Concerto drammatico pro kontrabas, orchestrální komorní orchestr a bicí nástroje (1974)
- Koncert pro housle a orchestr Hymnus Slunce, věnovaný Helsinské mírové konferenci (1975)
- Koncert pro dvě flétny a komorní orchestr (1975)
- Koncert pro marimbu a orchestr Festivo (1975)
- Koncert pro klavír a orchestr Eroico (1977)
- Koncert pro violu a symfonický orchestr Lirico (1977)
- Koncert pro flétnu, marimbu, harfu a velký orchestr Giocoso (1978)
- Koncert pro violoncello a velký orchestr Maestoso (1978)
- Concerto burlesco pro anglický roh a komorní orchestr (1986)
- Katedrála pro housle, violu a komorní orchestr

### Další orchestrální skladby
- Symfonietta, op. 4 pro velký orchestr (1945)
- Přehrada, symfonická báseň pro velký orchestr (1959)
- Za hranice zítřka. Slavnostní pochod pro velký orchestr (1972)
- Odlesky letního jezera (1973)
- Slavnostní předehra pro velký orchestr (1976)
- Slavnostní freska pro velký orchestr (1979)
- Baletní hudba z opery „Hamlet náš současník“ pro velký orchestr (1985)

### Skladby pro sólo a komorní ansámbly
- Tři nocturna pro violu a komorní smyčcový orchestr (1960)
- Concertino pro 9 dřevěných dechových nástrojů a klavír (1963)
- Concerto nocturno pro housle, violu a violoncello (1967)
- 1. koncert pro flétnu, hoboj, housle, violu, violoncello a cembalo nebo klavír (1970)
- Katedrála. Hudební freska pro violu a komorní smyčcový orchestr (1979)
- Koncertantní meditace pro klarinet, housle, violu a violoncello (1980)
- 2. koncert pro flétnu, hoboj, housle, violu, violoncello a cembalo (1979)

### Skladby pro komorní soubory
- Suita pro flétnu, klarinet a klavír (1946)
- 3. smyčcový kvartet "Rumburská vzpoura", báseň Milana Jari (1960)
- Psí suita pro 2 trubky a klavír
- První Nonet - koncertní verze „Shakespearovské variace“ (1967)
- 4. smyčcový kvartet „Quatrocento“ (1972-1973)
- Tři věty na památku A. Einsteina pro housle, violoncello a klavír (1973)
- Pět písní pro zvuk pro hoboj, flétnu, klarinet a fagot (1974)
- Revoluční kvartet pro housle, violu, klarinet a klavír (1974)
- Tři věty na památku W. A. Mozarta pro housle, violoncello a klavír (1975)
- Tre sorrisi na počest W. A. Mozarta pro flétnu, hoboj, housle, violu, violoncello a cembalo (1975)
- Čtyři sochy pro soubor renesančních nástrojů (1977)
- Dřevěný dechový kvintet „Gaiamente e degnamente“ (1977)
- Trio pro flétnu, housle a klavír (1978)
- Obdélníkový kruh. Groteska pro 5 fléten (1979)
- 5 capricci concerti pro flétnu, kytaru a marimbafon (1981)
- 2. nonet „Enviva la musica“ (1984)
- "To Be Or Not To Be?" - věčná hamletovská otázka pro 4 trubky in C, 4 pozouny a 2 tympány (1992)
- Sonáta o pomocném životě. satirický happening pro klavír, housle, akordeon, bicí a vypravěče, ad lib. střední ženský a mužský hlas

### Skladby pro dva nástroje
- 2. sonáta pro housle a klavír inspirovaná "Revoltou", báseň M. Lukonina (1960)
- Sonáta pro trubku a klavír „Eroica“ (1960), alternativní verze pro klarinet a klavír nebo smyčcový orchestr
- Druhá klavírní sonáta (1965)
- Druhá sonáta pro violu a klavír „Tragická“ (1961)
- Dramatická suita pro kontrabas a klavír (1967)
- Sonáta pro flétnu a klavír (1969)
- 3. klavírní sonáta (1970)
- Sonáta pro housle a klavír č. 3 s recitátorem "Damaškový buben" (text A. F. Mařík) (1970)
- Villa dei Misteri, 11 fresek pro housle a klavír (1971)
- Pět meditací na témata z populárních českých písní, pro basklarinet a klavír (1974)
- Nenia pro sólovou violu nebo violoncello
- Ohňostroje a fontány, pro marimbu a klavír (1976)
- Accelerando a toccata pro cembalo (1976)
- Tři skladby pro zobcovou flétnu a klavír (1977)
- Čtyři hudební plastiky, podle Michelangelo Buonarrotiho, pro housle a klavír (1977)
- Mraky. Koncertantní etuda pro housle a klavír (1979)
- Dramata pro violoncello a kytaru (1979)
- Čtyři profily po Shakespearovi pro hoboj a fagot (1979)
- Tři české tance pro klavír (1980)
- Dramatická freska pro violu (1980)
- Burleska pro flétnu a klavír (1986)
- 10 českých tanců pro violoncello a klavír

### Vokální skladby
- Sláva bezejmenných lidí. Kantáta pro sóla, smíšený sbor a klavír na text Viléma Závady (1958)
- Sedm monologů o lásce, pro soprán a klavír (1959)
- Pět variací na téma VERITAS pro soprán a klavír. Alternativní verze pro soprán, dřevěný dechový kvintet, bicí nástroje a mužský sbor; nebo pro soprán, mužský sbor a komorní orchestr (1970-1976)
- 10 pohádek pro soprán, klavír a recitátora na motiv lidových mísní s průvodním textem Václava Čtvrtka (1970)
- La Partenza della primavera. Pět dithyrambů pro soprán a symfonický orchestr na starou čínskou báseň. Alternativní verze pro soprán a klavír. (1971)
- Sedm hudebních bajek podle Ezopa s textem Františka Branislava, basovým hlasem a klavírem. (1972). Alternativní verze: sbor bílých hlasů, recitace, dětské hry, flétna, 2 klarinety, fagot a bicí nástroje.
- Kolik je sluníček. Kantáta na texty Františka Hrubína
- Sedm renesančních rondeau pro baryton a klavír (1973)
- Zpívají psíci při měsíci pro zpěv, flétnu, klarinet a kytaru, alternativní verze zpěv a klavír
- Život. Pět sonetů pro mužský sbor na básně Jiřího Wolkera, Františka Hrubína a Juliana Tuwima (1975)
- Sonatine of the Universe pro sbor bílých hlasů, vibrafon a klavír (1976)
- Virelais festivo in onore G. de Machaut a imperatore Bohemiae Carolus IV, pro sopránové gotické nástroje (1978)
- Pět stínů a Epilog pro bicí nástroje, barytonový bas a klavír, na báseň Vladimíra Holana (1978)
- Chvála písně. 4 koncertní studie a madrigal pro soprán, kontraalt, tenor, bas a klavír, s textem Jarmily Vrchotové-Pátové (1981)
- Sarkastikon, 16 písní pro zpěv a klavír (text K. H. Borovský a Emanuel Frynta) (1996)
- Mladý cikán hrál... 4 písně pro dva hlasy, housle, klavír, cimbál a perkuse (text F. Šrámek, F. Kolář, E. Bass) (1997)

### Jevištní díla
- Shakespearovské variace. Hudební drama na text W. Shakespeara a R. Rollanda pro devět herců, komentátora a noneta (1967)
- Hodina pravdy. Opera ve dvou dějstvích na text Eduarda Basse pro soprán, tenor, baryton, bas a malý symfonický orchestr (1980)
- Sonáta o pomocném životě, pro moderátora, housle, klavír a bicí nástroje, na satirický text Ivana Vyskočila (1983)
- Hamlet, náš současník. Satirická opera o třech 3 jednáních, libreto skladatele podle dramatu Ivana Vyskočila (1985)
- Stanice metra Hradčanská. Satirická opera (text skladatele) (1992)
- Cesta demokracie aneb (Ne)kamenujte trpaslíky! Satirická komorní rocková opera (text skladatele) (1997)

### Literární díla
- Vznik a význam opery Honzovo království Otakara Ostrčila, Orbis 1952
- Písně radosti a mládí (monografie o Radimu Drejslovi), Knižnice Hudebních rozhledů, 1956
- Jaroslav Řídký. Život a odkaz českého skladatele a učitele. Panton, Praha, 1966
- Co je to? 1. hudební leporelo, společně s Jarmilovou Vrchotovou-Pátovou, Panton, Praha, 1967
- Fryderyk Chopin, Orbis, Praha, 1970
- Italské hudební názvosloví, Panton, Praha, 1973
- Teorie kompoziční praxe, Panton, Praha 1989
- Evropská opera, 1994
- další stati z oblasti přehledu dějin hudby
- množství článků v Hudebních rozhledech, Hudební vědě